# Norwegische Meisterschaften im Biathlon 1962
Die norwegischen Meisterschaften im Biathlon 1962 fanden am 18. Februar 1962 in Elverum, Hedmark statt. Ausgetragen wurde ein Einzelwettkampf über 20 Kilometer.
Der Wettkampf zeichnete sich durch ein extrem gutes Schießergebnis aus, zudem waren die Kurszeiten die mit Abstand schnellsten der bisherigen Ausgaben. Sieger wurde der spätere Weltmeister Olav Jordet.

## Männer

### Einzel (20 km)
| Platz | Starter         | Verein           | Zeit      | Treffer |
| ----- | --------------- | ---------------- | --------- | ------- |
| 1     | Olav Jordet     | Tolga            | 1:24:47 h | 19      |
| 2     | Jon Istad       | HV-10            | 1:25:31 h | 19      |
| 3     | Henry Hermansen | Oslo             | 1:27:40 h | 19      |
| 4     | Ola Wærhaug     | HV-04            | 1:29:20 h | 18      |
| 5     | Ivar Skogsrud   | Elverum          | 1:29:50 h | 19      |
| 6     | Ola Nygård      | Tolga            | 1:30:13 h | 18      |
| 7     | Rolf Gaustad    | HV-12            | 1:31:01 h | 17      |
| 8     | Per Westgård    |                  | 1:31:29 h | 17      |
| 9     | Odd Nerby       | Vestre Trysil IL | 1:32:32 h | 19      |
| 10    | Olav Storli     | HV-12            | 1:32:36 h | 15      |

Start: 18. Februar 1962